# Justí I el Vell
Justí I el Vell (en llatí Flavius Iustinus) (c. 450 - 1 d'agost de 527) va ser emperador romà d'Orient des de l'any 518 fins al 527 i el fundador de la dinastia justiniana.

## Biografia
Va néixer en un llogaret anomenat Tauresium, a prop de Bederiana, a la província de Dardània. Aquesta província pertanyia a la diòcesi de la Dàcia que, junt amb la de Macedònia, formaven la prefectura pretoriana d'Il·líria. Era fill de pagesos i de jove va arribar a Constantinoble fugint de les invasions bàrbares. Es va allistar a l'exèrcit, i gràcies a les seves qualitats, va ascendir ràpidament dins la jerarquia militar, fins a convertir-se en comandant de la guàrdia de palau de l'emperador Anastasi I.

### Ascens al tron
Com que Anastasi no tenia fills el primer ministre, l'eunuc Amanci (Amantius), volia que el successor fos un personatge de nom Teodat que estava sota el seu control; per això va posar molts diners en la causa i en va donar a Justí per tal d'aconseguir que la guàrdia donés el seu suport a Teodat. Justí, però, va utilitzar aquests diners per aconseguir el seu propi nomenament, i a la mort d'Anastasi fou proclamat emperador el 10 de juliol del 518, quan tenia ja 68 anys. Poc després va afegir al seu nom el cognom d'Anici probablement després de ser adoptat per un membre d'aquesta família. La seva pujada al poder va enfurismar a Amanci que va conspirar amb Teodat per assolir el tron; descoberts i acusats de traïció i heretgia, van ser decapitats amb altres participants en el complot.

### Primers anys de govern
Justí, que era un militar sense els coneixements ni la preparació necessària per a governar l'estat romà d'Orient (sense estudis i probablement analfabet), va saber envoltar-se de consellers de confiança. El 519 va adoptar mesures contra els eutiquians i va fer un acord amb el papa Hormisdes I que va comportar la pau entre les dues esglésies, la qual va durar força temps. Algunes fonts indiquen que l'artífex d'aquest acostament va ser la seva esposa, l'emperadriu Eufèmia.
El 520 va adoptar com a fill el seu nebot i un dels seus assessors, Flavi Pere Sabaci, a qui va donar el seu nom, i per això ha passat a la història amb el nom de Justinià. Encara que d'acord amb les opinions de l'historiador Procopi sovint s'ha comentat que Justinià va regir els destins de l'Imperi ja en vida del seu oncle, és probable que això no fos del tot cert, ja que només va ser investit com a successor mesos abans de la mort de Justí. Un detall que mostra el poder decisori de Justinià és que el 520 es va gastar 3.700 peces d'or durant una celebració.

### Vitalià i Teodoric
En aquesta època, el got Vitalià, famós per la seva guerra contra Anastasi i que exercia com a cònsol i magister militum, fou convidat a un banquet durant el qual fou traïdorament assassinat en presència de l'emperador i del seu nebot. Vitalià era sostingut per la facció anomenada els Verds, mentre la dels Blaus donava suport a Justí. Com a conseqüència de l'assassinat, els Verds es van revoltar i els disturbis van durar més de dos anys fins que el 522 Teodot, que acabava de ser nomenat prefecte de la ciutat, va pacificar Constantinoble.
També en aquell mateix temps va esclatar un conflicte diplomàtic amb Teodoric el Gran, rei dels ostrogots a Itàlia, que reclamava el perquè Justí encara seguia nomenant cònsols, una dignitat que corresponia al governant de Roma. Justí va renunciar prudentment a seguir exercint aquest privilegi, i així Teodoric l'any 522 va nomenar cònsols a Simmac (Symmachus) i Boeci (Boethius).

### Guerra amb Pèrsia
També va esclatar un conflicte amb Pèrsia per la regió de la Làzica, l'antiga Còlquida. El rei de Pèrsia va proposar a Justí adoptar al seu fill Anushirwan o Còsroes, que després fou rei de Pèrsia, per garantir l'amistat dels dos imperis, però el qüestor Procle va convèncer a Justí de no acceptar. Això va provocar una tensió que desembocà en una guerra, iniciada quan el rei d'Ibèria Gurguèn es va posar sota la protecció romana d'Orient.
Els perses van envair Ibèria i Justí va enviar a la zona un exèrcit dirigit per Sittes i Belisari, que fou la primera vegada que va actuar com a general, però no va tenir èxit. Belisari fou nomenat governador de la fortalesa de Dara a l'Eufrates entre Mesopotàmia i Síria, i l'historiador Procopi en fou el seu secretari. La guerra amb els perses va durar uns anys i va acabar sense uns resultats decisius per cap de les dues parts.
Caleb d'Axum fou animat a engrandir agressivament el seu imperi per Justí. Després que Caleb envaís Himyar al voltant de l'any 523, Justin va veure el que ara és el Iemen passar del control sassànida al govern d'un estat cristià aliat.

### Darrers anys
El 525 un terrible terratrèmol i el desbordament dels rius van destruir nombroses ciutats: Antioquia, Edessa, Anazarbe, Pompeiòpolis i altres van quedar en ruïnes; també varen patir destrosses Corint i Dirràquion a Europa. La més afectada fou Antioquia que fou destruïda al mateix temps pel foc i l'aigua. Justí va invertir una gran suma en la reconstrucció sobretot d'Antioquia.
El mateix any 525, Justí va derogar una llei que prohibia als membres de la classe senatorial contreure matrimoni amb una dona de classe inferior, la qual cosa va provocar un gran escàndol. Gràcies a aquest edicte, Justinià va poder casar-se amb Teodora, una antiga actriu i artista de circ; d'altra banda, la derogació d'aquesta norma va contribuir a diluir les antigues diferències de classe de la societat romana.
El 526 la seva salut va començar a minvar, i va nomenar formalment successor a Justinià l'1 d'abril del 527. Va morir l'1 d'agost d'aquell mateix any. La ciutat d'Anazarbe fou rebatejada amb el nom de Justinòpolis el 525, en honor seu. Fou enterrat a l'església d'Eufèmia junt amb la seva dona Eufèmia, una dona analfabeta com ell, que mai va participar en els afers públics, i que havia pagat la construcció de l'església.

## Genealogia
- Un pastor got
  - Justí I Flavi Anici (450-527, emperador 518-527)
  - Biglenza, llatinitzat Vigilància (Vigilantia), casada amb Istocos llatinitzat Sabati (Sabatius) 
    - Justinià I Flavi Anici (483-565, emperador 527-565, adoptat per Justí I el 520), casat amb Teodora, no va deixar fills legítims.
    - Vigilància, casada amb Dulcíssim
      - Justí II Flavi Anici, conegut com a Trax (Thrax), emperador el 565; mort el 578, casat amb Sofia, neta de l'emperadriu Teodora
        - Just (mort jove)
        - Aràbia (1) casada amb Biduri, o Baduari o Baduari (2)

      - Biduri, o Baduari o Baduari (2), curopalata, casat amb Aràbia (1)
      - Marcel
      - Praejecta, casada amb el patrici Areobind i després amb Joan, nebot de l'emperador Anastasi.

    - Un fill de nom desconegut
      - Baraides
      - Just
      - Germà, Patrici i gran general, mort el 541; casat amb Pessara i després amb Matasunta filla d'Eutaric reis dels ostrogots i de la reina Amalasunta I
        - Justí, cònsol, executat per Justi II entre 568 i 572
        - Justinià, gran general
        - Justina, esposa de Joan (nebot de Vitalià)
        - Germà Pòstum